# Abbaye de Sever
L'abbaye de Sever est une ancienne abbaye bénédictine puis cistercienne située au Portugal, dans la commune de Sever do Vouga (district d'Aveiro). Fondée en 1135, elle devient cistercienne très rapidement, dès 1143 ou 1144. Par contre, sa fermeture définitive est assez rapide, sans doute au bout d'un siècle environ d'existence.

## Histoire

### Fondation
L'abbaye de Sever est à ses débuts une fondation se réclamant de l'ordre bénédictin ; toutefois, il s'agissait probablement d'un simple ermitage recherchant une règle et une affiliation afin de perdurer.
L'abbaye de Sever est probablement la deuxième fondation cistercienne au Portugal, après son abbaye-mère de Tarouca. Son affiliation à l'ordre cistercien date en effet de 1143 ou 1144 suivant les sources. Il s'agit de l'une des quatre abbayes construites sous le règne d'Alphonse Ier,,.

### Fin de l'abbaye
La plupart des sources indiquent que l'abbaye n'a subsisté qu'environ un siècle avant de disparaître,.